# Волчин (усадьба)
Волчин (пол. Wołczyn) — усадьба князей Чарторыйских, существовавшая до середины XIX века в селе Волчин (ныне в Каменецком районе Брестской области Республики Беларусь). До 1732 года имение принадлежало Понятовским; именно здесь появился на свет последний правитель Речи Посполитой — Станислав Август Понятовский.
В 1738 году владельцем местечка Волчин стал магнат Михаил Фредерик Чарторыйский (будущий канцлер великий литовский). Желая превратить Волчин в блестящую княжескую резиденцию, в 1744 году Михаил приступил к созданию дворцово-паркового ансамбля. Дворец был построен согласно плану французского архитектора Пьера Рико де Тиргая (Тирегая) в стиле барокко и состоял из деревянного корпуса длиной 120 м, вмещавшего 36 комнат, и двух кирпичных флигелей, вмещавших ещё 52 комнаты. К дворцу примыкал обширный (40 га) парк, согласно описанию Адама Ежи Чарторыйского «пересекаемый длинным и широким каналом, в конце которого располагался Нептун в окружении мифологической свиты, напоминая Версаль».
Михаил Чарторыйский стремился сделать свою резиденцию культурным и политическим центром Речи Посполитой: во дворце имелись богатая
библиотека и ценное собрание картин, проводились литературные вечера, обсуждались государственные вопросы. Бывал на своей родине и последний король Польши. В имении действовал театр с профессиональной труппой, состоявший из французских актёров и выпускников школы Иеронима Радзивилла.
После смерти Михаила Чарторыйского блеск Волчинского имения начинает меркнуть: новые владельцы Адам Казимир и Адам Ежи Чарторыйские предпочитали жить в другой резиденции — Пулавах. В 1828 году младший брат Адама Ежи Константин продал Волчин Каролине Пусловской. Последняя приказала разобрать дворец и перевезти его в родное имение Леошки. Сохранился от имения только Троицкий костёл, где в 1938 г. были перезахоронены останки Станислава Понятовского.